# Wilhelmplatz

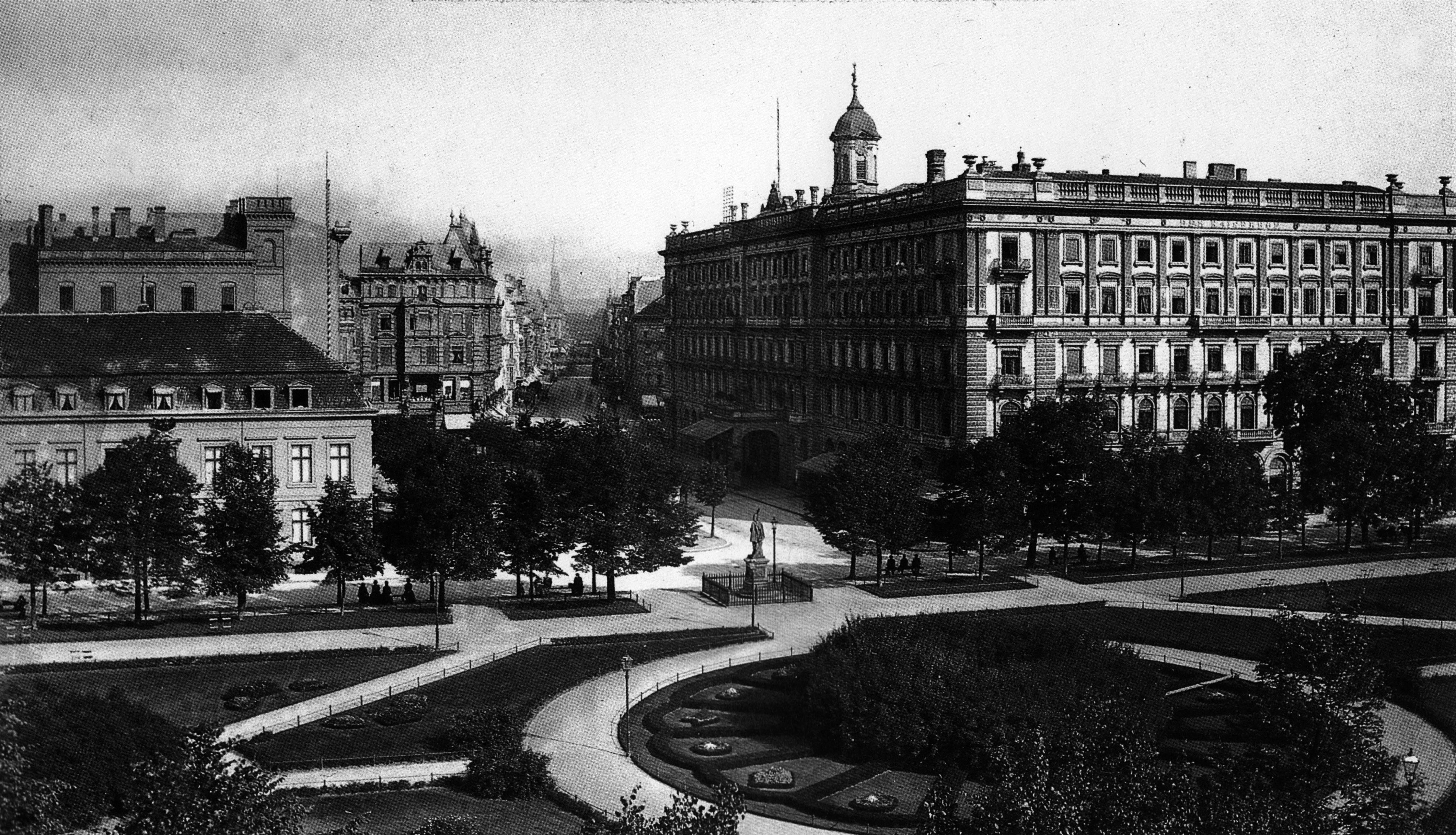
Wilhelmplatz omkring år 1900, vy mot Hotel Kaiserhof.

För torget i stadsdelen Charlottenburg, se Richard-Wagner-Platz.
Wilhelmplatz var ett torg i centrala Berlin, beläget vid nuvarande Wilhelmstrasse i höjd med korsningen med Vossstrasse/Mohrenstrasse. Torget anlades under 1730-talet i samband med uppkomsten av stadsdelen Friedrichstadt och utvidgningen av staden västerut. Från 1749 bar torget namnet Wilhelmsplatz efter "soldatkungen" Fredrik Vilhelm I av Preussen.
Omkring torget uppläts i samband med anläggandet rymliga tomter åt högre militärer och kungliga tjänstemän. Under mitten av 1700-talet uppfördes därför flera palats omkring torget som kom att prägla torget. Efter den preussiska segern i sjuårskriget kom torget att bli minnesplats för de generaler som stupat på den preussiska sidan i kriget, totalt sex statyer.
Från 1790-talet och framåt kom flera av palatsbyggnaderna och tomterna omkring torget att av ekonomiska skäl säljas till Berlins borgare och manufakturverksamheter, då adelspalatsen var för kostsamma för ägarna. Som en motreaktion kom den preussiska staten att förvärva de byggnader som man såg som viktiga för representation. Byggnaderna användes som säte för de framväxande ministerierna och ämbetsverken i staten, i takt med att dessa skiljdes rumsligt och organisatoriskt från det kungliga hovet. Under 1800-talet blev därför Wilhelmplatz med omgivande kvarter längs Wilhelmstrasse de preussiska regeringskvarteren, efter 1871 även regeringskvarter för hela Tyska kejsardömet.

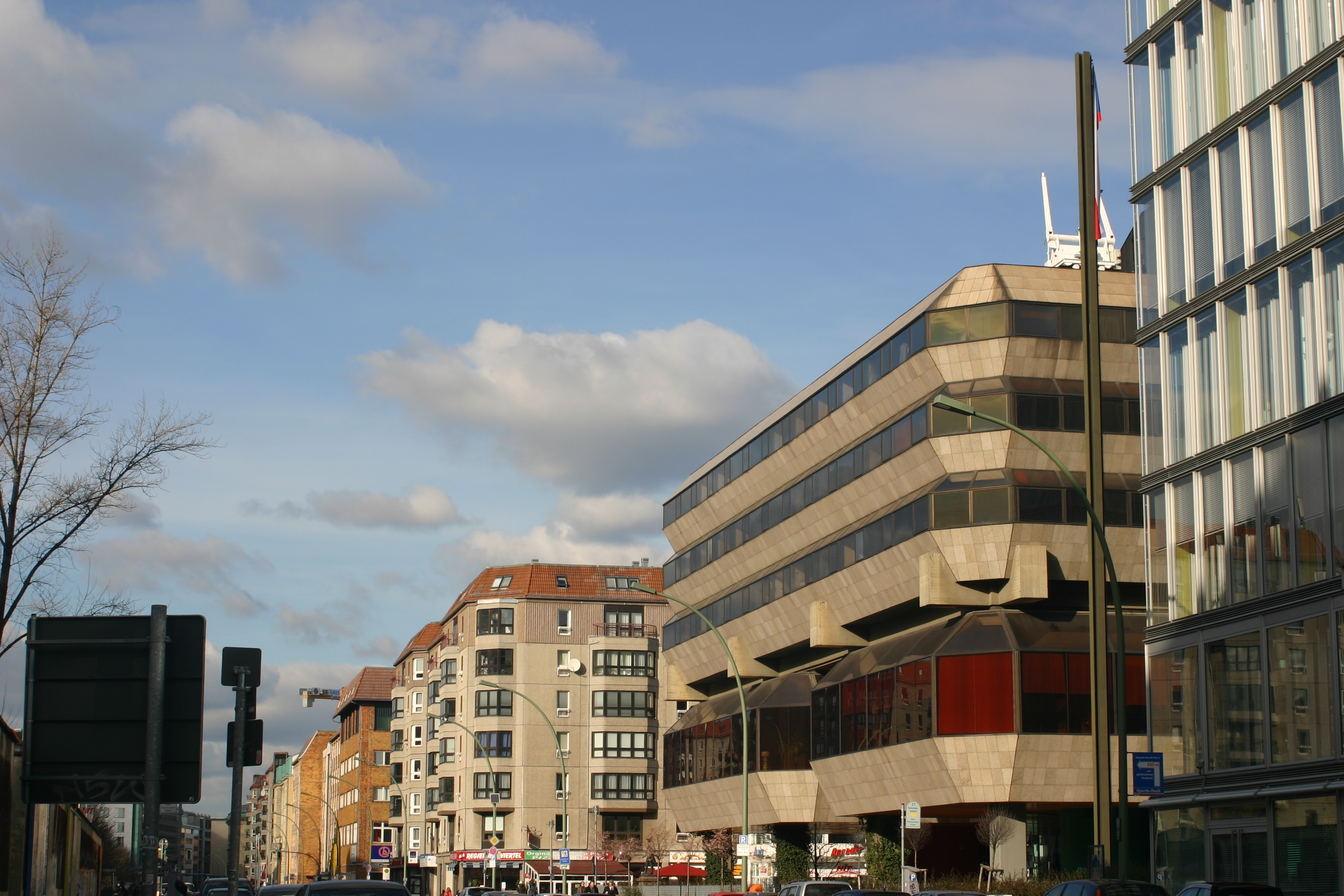
Tjeckiens ambassad i Berlin står sedan 1970-talet på den plats där torget tidigare låg.

Torgets bebyggelse skadades svårt under andra världskrigets bombningar och blev efter slaget om Berlin 1945 med få undantag reducerad till ruiner efter artilleribombardemang. Platsen kom att ligga nära Berlinmuren i Östberlins västra utkant och döptes 1949 om till Thälmannplatz efter Ernst Thälmann. Under 1970-talet ändrades gatunätet så att det vid denna tid ödsliga torget bebyggdes. Halvan norr om Mohrenstrasse bebyggdes med bostäder och butikslokaler, medan den södra delen uppläts till Tjeckoslovakiens Östberlinambassad i brutalistisk stil, ritad av Vera Machonina, Vladimir Machonin och Klaus Pätzmann. Genom bebyggelsen upphörde torget i praktiken att existera och ströks officiellt ur gaturegistret 1987. Den tidigare tjeckoslovakiska ambassadbyggnaden är idag Republiken Tjeckiens ambassad i Tyskland.

## Bebyggelse fram till 1945
Vid torget låg före krigsförstörelsen följande byggnader:
- Wilhelmplatz 1/2; Wilhelmstrasse 61: Riksfinansministeriet, förstört
- Wilhelmplatz 3–5: Hotel Kaiserhof, förstört, idag plats för Nordkoreas ambassad
- Wilhelmplatz 6, idag Mohrenstrasse 66: Ritterschaftsdirektion, bevarad
- Wilhelmplatz 7: fram till 1931 USA:s ambassad i Berlin, förstörd
- Wilhelmplatz 8: Hofmarschallhaus, bevarat
- Wilhelmplatz 9: Ordenspalais, tidigare residens för prins Karl av Preussen, under Nazityskland högkvarter för propagandaministeriet, förstört. Annexbyggnaden Wilhelmstrasse 49 som uppfördes under Nazityskland används idag av Tysklands arbets- och socialministerium.
- Wilhelmstrasse 79/Vossstrasse 33–35: Deutsche Reichsbahns byggnad, förstörd
- Vossstrasse 1: Palais Borsig, 1938/39 inkorporerat i Nya rikskansliet, förstört
- Wilhelmstrasse 77/78, Vossstrasse 2: Gamla rikskansliet med annex, förstört